# Костін Амзар
Костін Йонуц Амзар (рум. Costin Ionuț Amzăr, нар. 11 липня 2003, Бухарест, Румунія) — румунський футболіст, фланговий захисник клубу «Динамо» (Бухарест).

## Ігрова кар'єра

### Клубна
Костін Амзар народився у Бухаресті. Вихованець футбольної академії столичного «Динамо», в якому він з 2017 року грав у молодіжній команді.
Вперше заявлений в основу на матчі чемпіонату країни Амзар був перед сезоном 2021/22. Першу гру в основі футболіст провів 16 серпня 2021 року в поєдинку проти «Міовені». В першому сезоні Костін дев'ять разів виходив на поле. З наступного сезону він став постійним гравцем основи.

### Збірна
З 2021 року Костін Амзар захищав кольори юнацьких збірних Румунії.
У жовтні 2023 року в матчі проти команди Вірменії Амзар дебютував у молодіжній збірній Румунії.